# Сан-Мартін-де-Тревехо
Сан-Мартін-де-Тревехо (ісп. San Martín de Trevejo. фала., трансліт. Sa Martín de Trevelhu) — муніципалітет в Іспанії, у складі автономної спільноти Естремадура, у провінції Касерес. Населення — 907 осіб (2010).
Муніципалітет розташований на відстані близько 260 км на захід від Мадрида, 90 км на північний захід від Касереса.

## Демографія
Динаміка населення (INE ):

## Галерея зображень

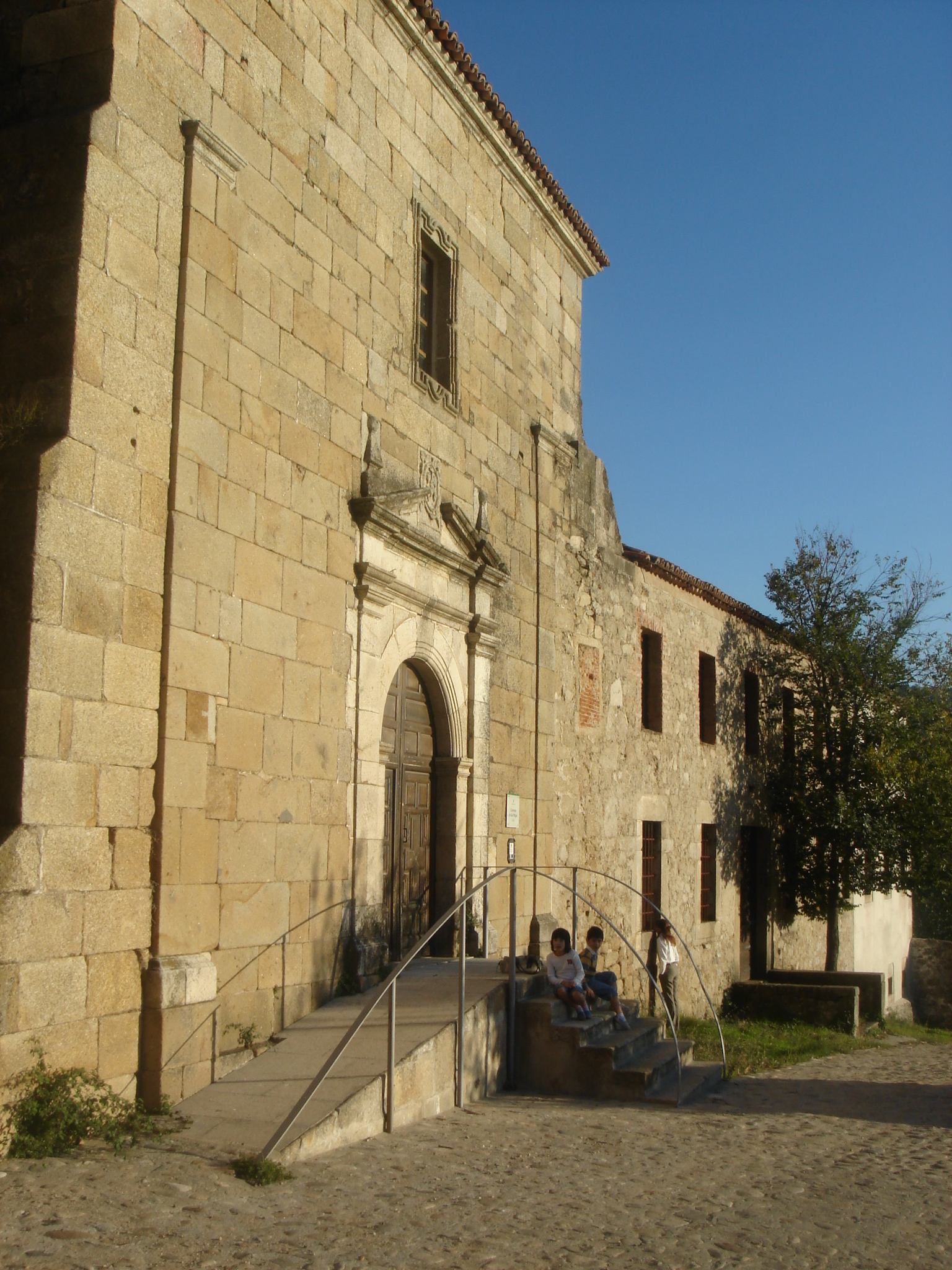
Францисканський монастир Сан-Мігель у Сан-Мартін-де-Тревехо